# 尤根·迪多·克瓦特尼克
尤根·迪多·克瓦特尼克（Eugen Dido Kvaternik，1910年3月29日—1962年3月10日）是二战期间克罗地亚烏斯塔沙政权的一位中将，曾担任克羅埃西亞獨立國内部安全机构负责人。克瓦特尼克针对塞族人、犹太人、罗姆人以及其他“国家敌人”制定了恐怖政策。1943年，克瓦特尼克父子与克罗地亚独立国元首安特·帕韦利奇关系破裂，老克瓦特尼克当时已是克罗地亚战争部长，二人随后流亡斯洛伐克，在战后又逃到了阿根廷。小克瓦特尼克还曾从阿根廷远程指挥克罗地亚的反约瑟普·布罗兹·铁托活动。他将乌斯塔沙支持者们重新组织起来，继续积极出版读物。南斯拉夫曾多次向阿根廷提出引渡克瓦特尼克的请求，但均遭拒绝，克瓦特尼克从未出庭受审。1962年，迪多·克瓦特尼克在阿根廷科尔多瓦省的里奥夸尔托托死于车祸。